# Hydroginella tridentata
Hydroginella tridentata is een slakkensoort uit de familie van de Marginellidae. De wetenschappelijke naam van de soort is voor het eerst geldig gepubliceerd in 1878 door Tate.